# Municipio Casas Grandes
Koordinaten: 30° 12′ N, 108° 18′ W
Casas Grandes ist ein Municipio mit etwa 10.600 Einwohnern im mexikanischen Bundesstaat Chihuahua. Das Municipio hat eine Fläche von 3759,2 km². Verwaltungssitz und größter Ort des Municipios ist das gleichnamige Pueblo Mágico Casas Grandes.
Im Municipio liegen die archäologischen Stätten Paquimé und Cueva de la Olla.

## Geographie
Das Municipio Casas Grandes liegt im Nordwesten des Bundesstaats Chihuahua auf einer Höhe zwischen 1300 m und 2700 m. 64 % des Municipios zählen zur physiographischen Provinz der Sierra Madre Occidental, der Rest zu den Sierras y Llanuras del Norte. Es liegt zu 85 % im endorheischen Becken der Cuencas  Cerradas  del  Norte  (Casas  Grandes), 15 % zählen zur hydrographischen Region Sonora Sur und entwässern in den Golf von Kalifornien. Die Geologie des Municipios wird zu 38 % von rhyolithischem Tuff bestimmt bei 28 % Basalt, 16 % Alluvionen und 14 % Konglomeratgestein; vorherrschende Bodentypen im Municipio sind der Leptosol (54 %), Phaeozem (22 %), Regosol (8 %) und Vertisol (6 %). 62 % der Gemeindefläche sind bewaldet, 24 % dienen als Weideland, 6 % werden ackerbaulich genutzt, 5 % werden von Gestrüpplandschaft eingenommen.
Das Municipio ist umgeben von den Municipios Janos, Nuevo Casas Grandes, Galeana, Ignacio Zaragoza und Madera und grenzt außerdem an den Bundesstaat Sonora.

## Bevölkerung
Beim Zensus 2010 wurden im Municipio 10.587 Menschen in 3097 Wohneinheiten gezählt. Davon wurden 64 Personen als Sprecher einer indigenen Sprache registriert. Etwa vier Prozent der Bevölkerung waren Analphabeten. 3927 Einwohner wurden als Erwerbspersonen registriert, wovon über 77 % Männer bzw. 4,8 % arbeitslos waren. 7,8 % der Bevölkerung lebten in extremer Armut.

## Orte
Das Municipio Casas Grandes umfasst 149 bewohnte localidades, von denen lediglich der Hauptort vom INEGI als urban klassifiziert ist. 11 Orte wiesen beim Zensus 2010 eine Einwohnerzahl von über 100 auf. Die größten Orte sind:
| Ort                       | Einwohner |
| Casas Grandes             | 5256      |
| Juan Mata Ortíz (Pearson) | 1182      |
| Colonia Juárez            | 1035      |
| Sección Enríquez          | 0609      |